# 長浜市立南中学校
長浜市立南中学校（ながはましりつ みなみちゅうがっこう）は、滋賀県長浜市永久寺町にある公立中学校。
1947年（昭和22年）4月28日に長浜市立第四中学校として発足し、1951年（昭和26年）4月1日に長浜市立南中学校に校名を変更した。長浜市内でも特に学区が広い学校である。

## 沿革
- 1947年4月28日 - 長浜市立第四中学校として発足[2]（生徒は黒田小学校、六荘小学校、神田小学校内に分散[3]）
- 1951年4月1日 - 長浜市立南中学校と改称[3]